# نوح فیل
نوح فیل (انگلیسی: Noah Feil؛ زادهٔ ۱۶ سپتامبر ۱۹۹۸) بازیکن فوتبال اهل آلمان است.
از باشگاه‌هایی که در آن بازی کرده‌است می‌توان به باشگاه فوتبال وی‌اف‌آر آلن اشاره کرد.